# Them (revista online)
Them (estilizada them.) é uma revista online americana LGBT, lançada em outubro de 2017 por Phillip Picardi e de propriedade de Condé Nast.

## História
Em 2017, Picardi, então diretora da Teen Vogue, propôs a Anna Wintour, diretora artística de Condé Nast, que a empresa criasse uma plataforma de mídia online focada em LGBT. Os editores fundadores incluíram Meredith Talusan, Tyler Ford e James Clarizio, e os parceiros de lançamento incluíram Burberry, Google, Lyft e GLAAD.
Picardi deixou Them e Condé Nast em outono de 2018 para começar a trabalhar como editor-chefe da revista Out.

## Refêrencias
1. ↑  «Them: the New, LGBTQ Publication at Condé Nast» (em inglês). 15 de dezembro de 2017
2. ↑  «'What makes it Them is us.'» (em inglês). 29 de junho de 2018
3. ↑  Brannigan, Maura. «Condé Nast to Launch New LGBTQ-Focused Media Platform, 'Them'» (em inglês)
4. ↑  «Name of Conde Nast's New LGBTQ Publication Falls Flat» (em inglês)
5. ↑  Jerde|January 8, Sara; 2019. «Condé Nast Names New Executive Editor for LGBTQ+ Brand, Them» (em inglês)
6. ↑  Nast, Condé. «Phillip Picardi Latest Articles» (em inglês)